# Анна Фелденьї
Анна Фелденьї (угор. Anna Földényi; нар. 22 серпня 1974) — колишня угорська тенісистка.
Найвищу одиночну позицію світового рейтингу — 107 місце досягла 27 вересня 1999, парну — 142 місце — 19 квітня, 1999 року.
Здобула 13 одиночних та 3 парні титули.
Завершила кар'єру 2007 року.

## Фінали Туру WTA
| Легенда         |
| Великий шлем    |
| WTA Tour Турнір |
| Tier I          |
| Tier II         |
| Tier III        |
| Tier IV and V   |

### Парний розряд (1 поразка)
| Результат | Ранг | Дата     | Турнір                   | Покриття | Партнерка     | Суперниці                               | Рахунок            |
| --------- | ---- | -------- | ------------------------ | -------- | ------------- | --------------------------------------- | ------------------ |
| Поразка   | 1.   | Кві 1999 | Estoril Open, Португалія | Ґрунт    | Ріта Куті-Кіш | Алісія Ортуньйо Крістіна Торренс-Валеро | 6–7(4–7), 6–3, 3–6 |

## Фінали ITF

### Фінали в одиночному розряді: 18 (13-5)
| турніри $100,000 |
| турніри $75,000  |
| турніри $50,000  |
| турніри $25,000  |
| турніри $10,000  |

| Результат | Ранг | Дата            | Турнір                    | Покриття | Суперниця у фіналі | Рахунок у фіналі         |
| Перемога  | 1.   | 24 квітня 1989  | Дубровник, Югославія      | Ґрунт    | Река Сіксаї        | 6–2, 6–7(8–10), 7–6(8–6) |
| Поразка   | 2.   | 21 травня 1990  | Катовиці, Польща          | Ґрунт    | Каріна Габшудова   | 3–6, 2–6                 |
| Перемога  | 3.   | 6 серпня 1990   | Будапешт, Угорщина        | Ґрунт    | Зільке Франкль     | 6–2, 4–6, 6–4            |
| Перемога  | 4.   | 4 травня 1992   | Порту, Португалія         | Ґрунт    | Мая Живеч-Шкуль    | 6–2, 6–3                 |
| Поразка   | 5.   | 6 липня 1992    | Ерланген, Німеччина       | Ґрунт    | Карін Кшвендт      | 4–6, 2–6                 |
| Перемога  | 6.   | 20 липня 1992   | Дармштадт, Німеччина      | Ґрунт    | Ніколь Арендт      | 6–2, 7–6                 |
| Поразка   | 7.   | 31 березня 1997 | Макарська, Хорватія       | Ґрунт    | Джулія Казоні      | 6–3, 2–6, 4–6            |
| Перемога  | 8.   | 9 червня 1997   | Веленє, Словенія          | Ґрунт    | Майке Фреліх       | 6–1, 6–1                 |
| Перемога  | 9.   | 28 липня 1997   | Горб-ам-Неккар, Німеччина | Ґрунт    | Юлія Абе           | 6–4, 6–1                 |
| Перемога  | 10.  | 14 вересня 1997 | Київ, Україна             | Ґрунт    | Катажина Новак     | 6–2, 3–0 ret.            |
| Перемога  | 11.  | 25 травня 1998  | Зальцбург, Австрія        | Ґрунт    | Петра Мандула      | 1–6, 6–2, 6–2            |
| Перемога  | 12.  | 1 червня 1998   | Будапешт, Угорщина        | Ґрунт    | Сільвія Талая      | 6–2, 6–4                 |
| Перемога  | 13.  | 15 червня 1998  | Сопот (Польща), Польща    | Ґрунт    | Надія Петрова      | 3–6, 6–2, 7–6(7–5)       |
| Перемога  | 14.  | 27 липня 1999   | Горб-ам-Неккар, Німеччина | Ґрунт    | Жофія Губачі       | 6–3, 6–0                 |
| Перемога  | 15.  | 21 вересня 1998 | Бухарест, Румунія         | Ґрунт    | Бахія Мухтассен    | 6–4, 6–4                 |
| Поразка   | 16.  | 11 жовтня 1999  | Родос, Греція             | Ґрунт    | Аманда Гопманс     | 3–6, 0–6                 |
| Поразка   | 17.  | 23 червня 2003  | Фонтанафредда, Італія     | Ґрунт    | Дарія Юрак         | 6–7(2–7), 4–6            |
| Перемога  | 18.  | 19 липня 2004   | Горб-ам-Неккар, Німеччина | Ґрунт    | Зузана Залабська   | 6–4, 6–7(9–11), 6–4      |

### Фінали в парному розряді: 3 (3-0)
| Результат | No | Дата            | Турнір                 | Покриття | Партнерка     | Суперниці у фіналі            | Рахунок       |
| Перемога  | 1. | 1 червня 1998   | Будапешт, Угорщина     | Ґрунт    | Ріта Куті-Кіш | Петра Гашпар Петра Мандула    | 6–0, 6–4      |
| Перемога  | 2. | 15 червня 1998  | Сопот (Польща), Польща | Ґрунт    | Ріта Куті-Кіш | Маркета Кохта Зіна Шрайбер    | 6–1, 7–6(7–4) |
| Перемога  | 3. | 14 вересня 1998 | Бордо, Франція         | Ґрунт    | Ріта Куті-Кіш | Аманда Гопманс Сандра Клезель | 6–2, 6–3      |